# Guillaume Michel de La Bachellerie
Guillaume Michel de La Bachellerie est un homme politique français né le 22 novembre 1764 à Pierre-Buffière (Haute-Vienne) et mort le 17 janvier 1826 à Limoges.
Conseiller à la cour impériale de Limoges, il est député de la Haute-Vienne en 1815, pendant les Cent-Jours, puis en 1820. Mais sa deuxième élection est annulée au bout d'un mois, pour des irrégularités.

## Sources
- « Guillaume Michel de La Bachellerie », dans Adolphe Robert et Gaston Cougny, Dictionnaire des parlementaires français, Edgar Bourloton, 1889-1891 [détail de l’édition]
- Notice biographique dans Société des Archives historiques du Limousin, 2e série : Archives révolutionnaires [puis Archives modernes - 1908 (SER2,VOL7)]